# Josef Karafiát
Josef Karafiát (* 1957, známý hlavně jako Joe Karafiát nebo Joe Carnation) je český zpěvák a kytarista. Hraje se skupinami Joe Carnation Band (1991–dosud), Garage (1992–2017), The Plastic People of the Universe (1997–2015), Overground (2003–dosud) a Basement11 (2004–dosud), Underground Blues Session, The Plastic People of the Universe / New Generation (2016–dosud).
Joe Karafiát pochází z Vinohrad a své první muzikantské krůčky prožil na Petřinách. Hudebně se přikláněl k alternativní "po-plastikovské" scéně.

## Život
V roce 1980 odešel Josef Karafiát do Londýna, kde strávil 2 roky. Poté se přesunul do Kanady. Joe rychle vplul do hudebního světa v Torontu. Vedl například kapelu s doprovodnými muzikanty slepého bluesmana Jeffa Healeyho, místní partu Basement, svůj vlastní Joe Carnation Band a s členem The Plastic People of the Universe Vratislavem Brabencem natočil několik jeho básní, kde ho doprovodil na elektrickou kytaru.
Jedna kazeta Joe Carnation Bandu vyšla v Itálii a dostala se i do Československa. Byla hodně podobná tomu, jak se hrála alternativní hudba v Československu a protože nikdo netušil, že Carnation = Karafiát, kolovaly Prahou různé dohady o tom, kdo tuhle možná anglickou, možná italskou kapelu tvoří.
V roce 1992 žil Joe Karafiát opět v Praze a připojil se k Tonymu Ducháčkovi & spol. Z původní Garáže se stala renovovaná Garage. Znovu postavil Joe Carnation Band.
V roce 1997 se Joe Karafiát stal stálým kytaristou kapely The Plastic People of the Universe. Zároveň také vytvořil s frontmanem Plastic People Milanem Hlavsou projekt Šílenství, který se skládal ze skladeb, které ostatní členové Plastic People odmítali hrát.[zdroj?]
V roce 2013 se vydal vlastní cestou a působí také jako interpret, který není jen hráčem, spoluhráčem či spoluautorem. Ve spolupráci s producentem Borisem Carloffem vznikl singl na text Egona Bondyho – Zodiak – underground daný do moderních souvislostí. Singl Zodiak znázorňuje tvář Joa jako interpreta s vlastním názorem a stylem, který chce prezentovat dál.
Rok 2015 poznamenaly v Plastic People spory, po kterých skupinu opustili baskytaristka Eva Turnová a bubeník Jaroslav Kvasnička. Spory v kapele dále vyostřil společný koncert Plastiků a Filharmonie Brno s názvem Co znamená vésti koně, na který nebyl Karafiát vpuštěn.
On sám tvrdil, že byl připravený vystoupit, ale dirigent ho vyhodil. Podle Turnové šlo o společné rozhodnutí kapely a důvodem mělo být, že Karafiát nepřišel ani na jednu zkoušku. Po koncertě oznámil odchod z PPU i saxofonista Vratislav Brabenec a v lednu 2016 skupinu opustil i klávesista Josef Janíček. Karafiát s Jiřím Kabešem pak doplnili sestavu novými hráči, a pokračovali pod názvem PPU/New Generation, později se vrátili k původnímu názvu The Plastic People of the Universe. Pod tímto názvem začali též vystupovat Brabenec, Janíček a Kvasička a obě skupiny se přou o to, kdo jsou vlastně „ti praví“ Plastici. Karafiát vyjádřil nelibost nad tím, že skupina kolem Brabence, Janíčka a Kvasničky stále hraje Karafiátovy skladby. Brabencovy a Janíčkovy skladby naopak Karafiátova skupina vyřadila.
V lednu 2017 se rozhodl odejít z Garage, protože přestala dělat cokoliv nového, což Karafiáta přestalo bavit.

## Filmografie
- 2008: Občan Havel (hraje sám sebe)

## Diskografie

### Plastic People of the Universe
- 2001: Líně s tebou spím | Lazy Love / In Memoriam Mejla Hlavsa
- 2004: The Plastic People of The Universe & Agon Orchestra – Pašijové hry / Passion Play
- 2009: Maska za maskou

### Sólová alba
- 2015: 1985–2015